# Rhizopus schipperae
Rhizopus schipperae är en svampart som beskrevs av Weitzman, McGough, Rinaldi & Della-Latta 1996. Rhizopus schipperae ingår i släktet Rhizopus och familjen Mucoraceae.   Inga underarter finns listade i Catalogue of Life.